# Arasalbande, Gauribidanur
Arasalbande là một làng thuộc tehsil Gauribidanur, huyện Kolar, bang Karnataka, Ấn Độ.